# Earth (album, Neil Young)
Earth je koncertní album kanadského hudebníka Neila Younga, nahrané za doprovodu skupiny Promise of the Real. Vydáno bylo v červnu roku 2016 společností Reprise Records a spolu s Youngem jej produkoval jeho dlouholetý spolupracovník John Hanlon. Obsahuje záznam z turné, které Young s kapelou odehráli v roce 2015, přičemž obsahuje rovněž overduby nahrané ve studiu a také zvuky zvířat a přírody. Písně, které Young na album zařadil, jsou často environmentálně zaměřené. V hitparádě Billboard 200 se album umístilo na 138. příčce.

## Seznam skladeb
Autorem všech skladeb je Neil Young.
| Pořadí | Název                          | Původní album              | Délka |
| ------ | ------------------------------ | -------------------------- | ----- |
| 1.     | Mother Earth (Natural Anthem)  | Ragged Glory (1990)        | 5:40  |
| 2.     | Seed Justice                   | dříve nevydáno             | 3:58  |
| 3.     | My Country Home                | Ragged Glory (1990)        | 6:02  |
| 4.     | The Monsanto Years             | The Monsanto Years (2015)  | 8:20  |
| 5.     | Western Hero                   | Sleeps with Angels (1994)  | 4:03  |
| 6.     | Vampire Blues                  | On the Beach (1974)        | 5:55  |
| 7.     | Hippie Dream                   | Landing on Water (1986)    | 5:54  |
| 8.     | After the Gold Rush            | After the Gold Rush (1970) | 4:09  |
| 9.     | Human Highway                  | Comes a Time (1978)        | 4:11  |
| 10.    | Big Box                        | The Monsanto Years (2015)  | 9:20  |
| 11.    | People Want to Hear About Love | The Monsanto Years (2015)  | 5:20  |
| 12.    | Wolf Moon                      | The Monsanto Years (2015)  | 6:30  |
| 13.    | Love and Only Love             | Ragged Glory (1990)        | 28:04 |

## Obsazení
Základní sestava
- Neil Young – zpěv, kytara, harmonika, harmonium, klavír
- Lukas Nelson – kytara, klavír, doprovodné vokály
- Micah Nelson – kytara, charango, doprovodné vokály
- Corey McCormick – baskytara, doprovodné vokály
- Tato Melger – perkuse
- Anthony Logerfo – bicí

Ostatní hudebníci
- DRAM – zpěv
- Nico Segal – trubka
- Joe Yankee – baskytara
- Charissa Nelson – doprovodné vokály
- Windy Wagner – doprovodné vokály
- Christine Helferich Gutter – doprovodné vokály
- Suzanne Waters – doprovodné vokály
- Eric Bradley – doprovodné vokály
- Gerald White – doprovodné vokály
- Jasper Randall – doprovodné vokály
- Brian Chapman – doprovodné vokály
- Darrell Brown – aranžmá doprovodných vokálů